# タデウシュ・クンツェ
タデウシュ・クンツェ（Tadeusz Kuntze、名前は Thaddäus Kuntz、Tadeusz Konicz、Taddeo Polacco、Tadeus Kuntze などとも
、1727年4月20日 - 1793年5月8日）は、ポーランドの画家である。生涯の大部分をローマで活動し、有力者のために宗教画や寓意画を描いた。

## 略歴
現在のポーランドの西部の都市、ジェロナ・グラ（ドイツ語名: グリューンベルク）の音楽家の息子に生まれた。グリューンベルクが1742年のオーストリア継承戦争の後、プロイセンの領地になった後、1746年にクラクフに移り、その後クラクフ司教の支援を受けて、1747年に画家の修行のためにローマに送られた。 1748年から1752年まで、在ローマ・フランス・アカデミーで学び、その後、ルドヴィコ・マツァンティ（Ludovico Mazzanti: 1686-1775）に学び、アカデミア・ディ・サン・ルカでも学び、壁画を描く技術も得た。
1754年に一旦、クラクフに帰国し、クラクフ司教の宮廷画家を務めクラクフのヴァヴェル大聖堂やワルシャワの教会の祭壇画も描いた。1756年にはパリに旅し、1757年にパトロンのクラクフ司教の仕事をした。クラクフ司教が1758年末に亡くなった後、スペイン宮廷で働いていた画家のコッラード・ジアキントの勧めで1758年にスペインを訪れた。
1765年か1766年までにはローマに移り、その後は亡くなるまでローマで活動した。12年間ほど聖アウグスチノ修道会から継続して仕事を得ることができた。ローマのコンドッティ通りのクンツェの邸には、フランシスコ・デ・ゴヤなどの画家が訪れた。ローマに加えてラツィオなどでも活動し、宮殿や教会に装飾画を描いた。枢機卿ヘンリー・ベネディクト・ステュアート(1725-1807)の支援も受け、フラスカーティの司教館の装飾画も描いた。ローマの貴族ボルゲーゼ家からも注文を受けた。
1793年にローマで亡くなった。
1775年に結婚し、息子のアントニオ・クンツェ（Antonio Kuntze: 1785–1809)とピエトロ・クンツェ（Pietro Kuntze: 1793–1863）は画家になり、娘はスペイン人画家、ホセ・デ・マドラーソ（1781-1859）と結婚し、孫の世代には多くの画家たちが生まれた。

## 作品

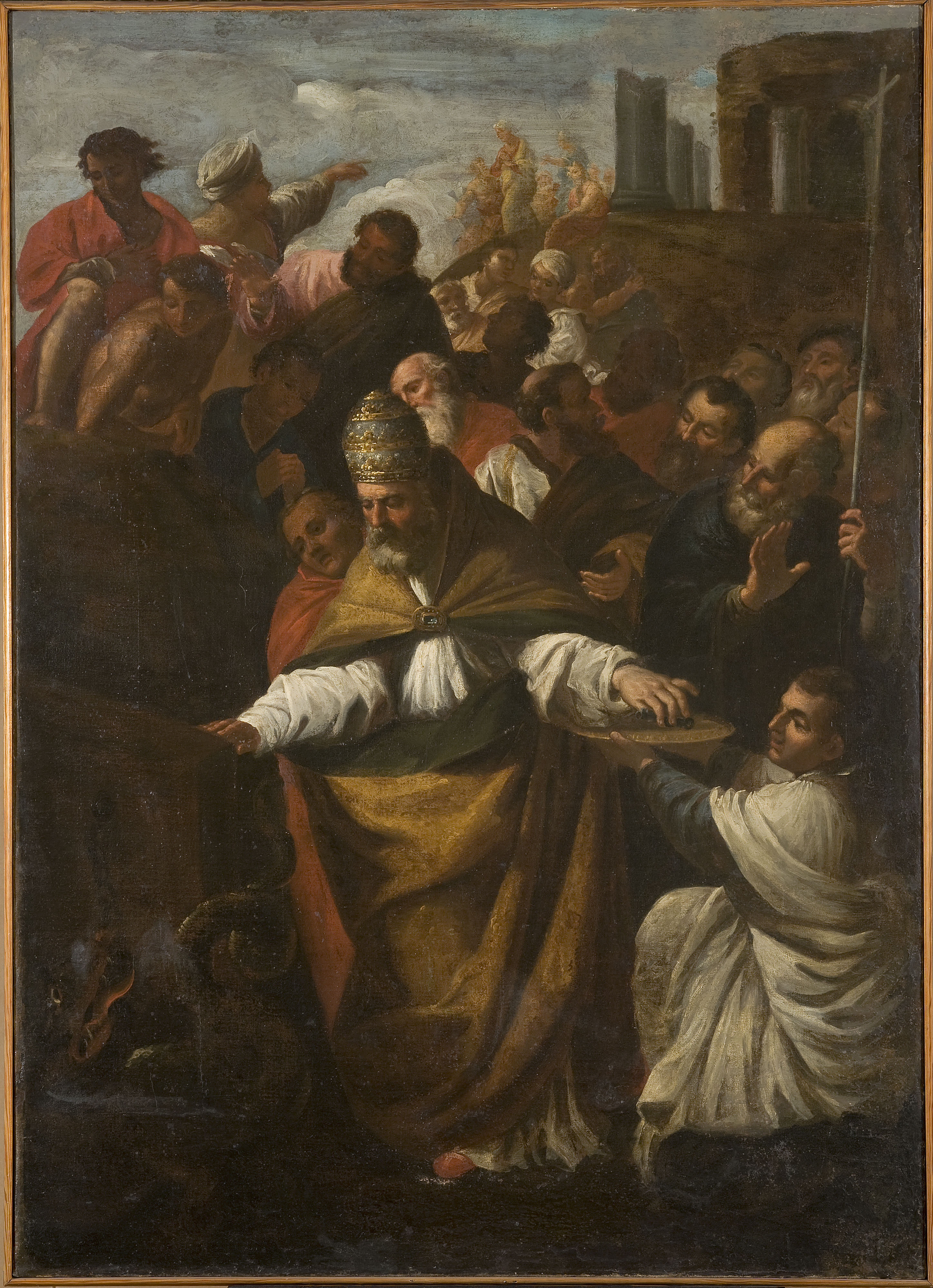
教会の奇跡 ワルシャワ国立美術館
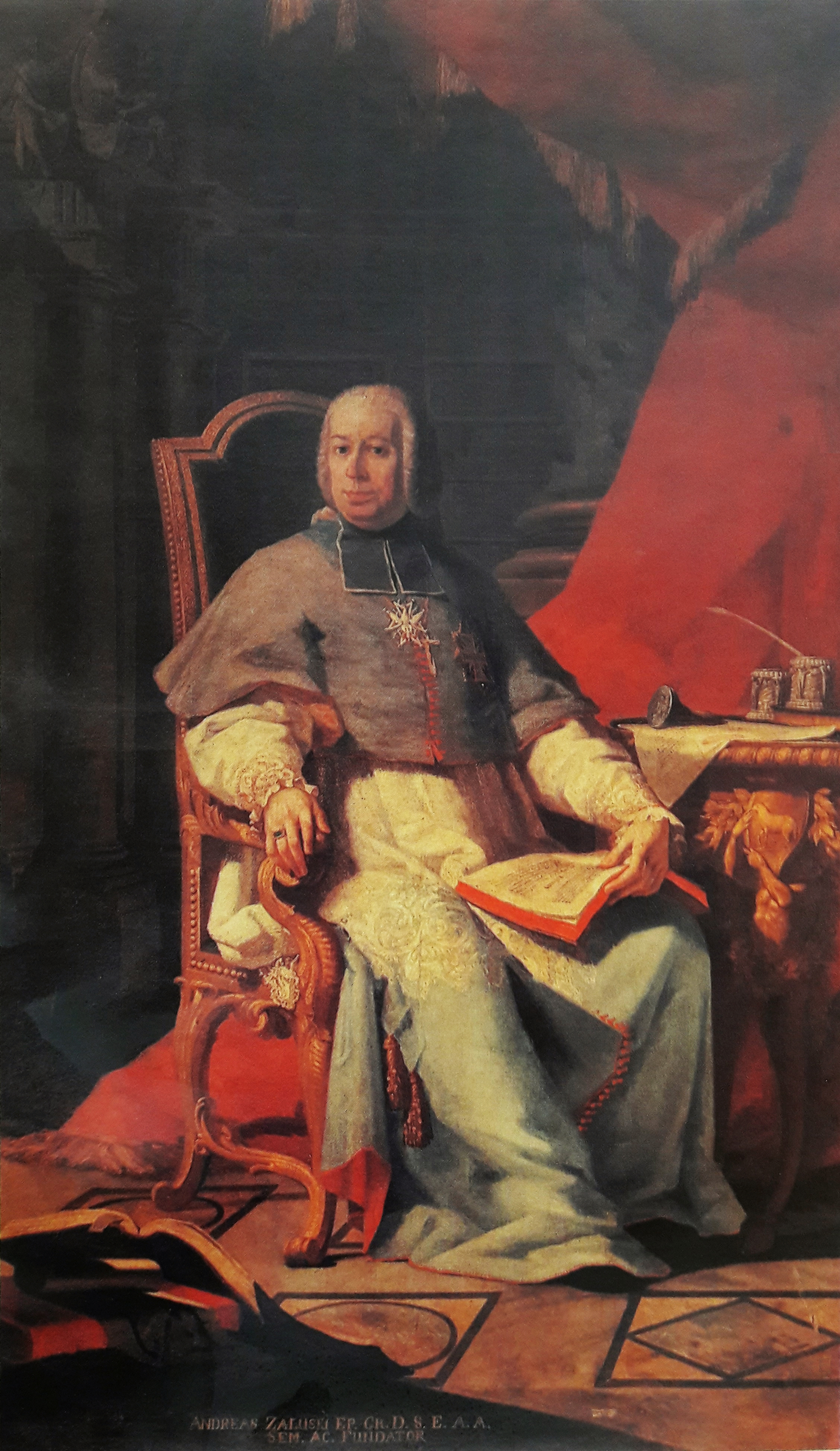
クラクフ司教Andrzej Stanisław Załuski(1758)
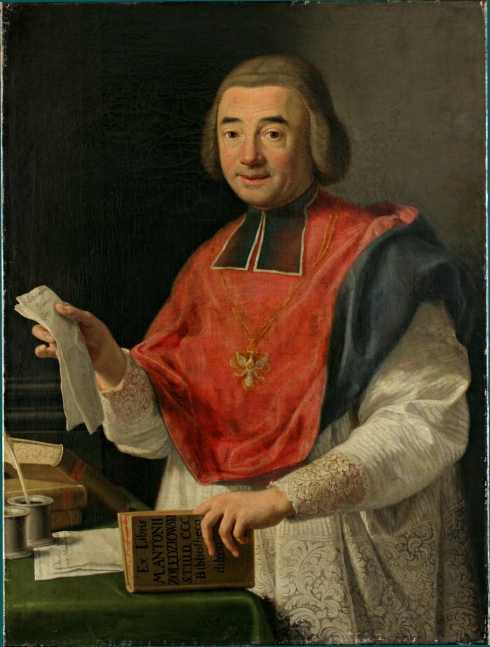
Portret Antoniego Żołędziowskiego(1767)
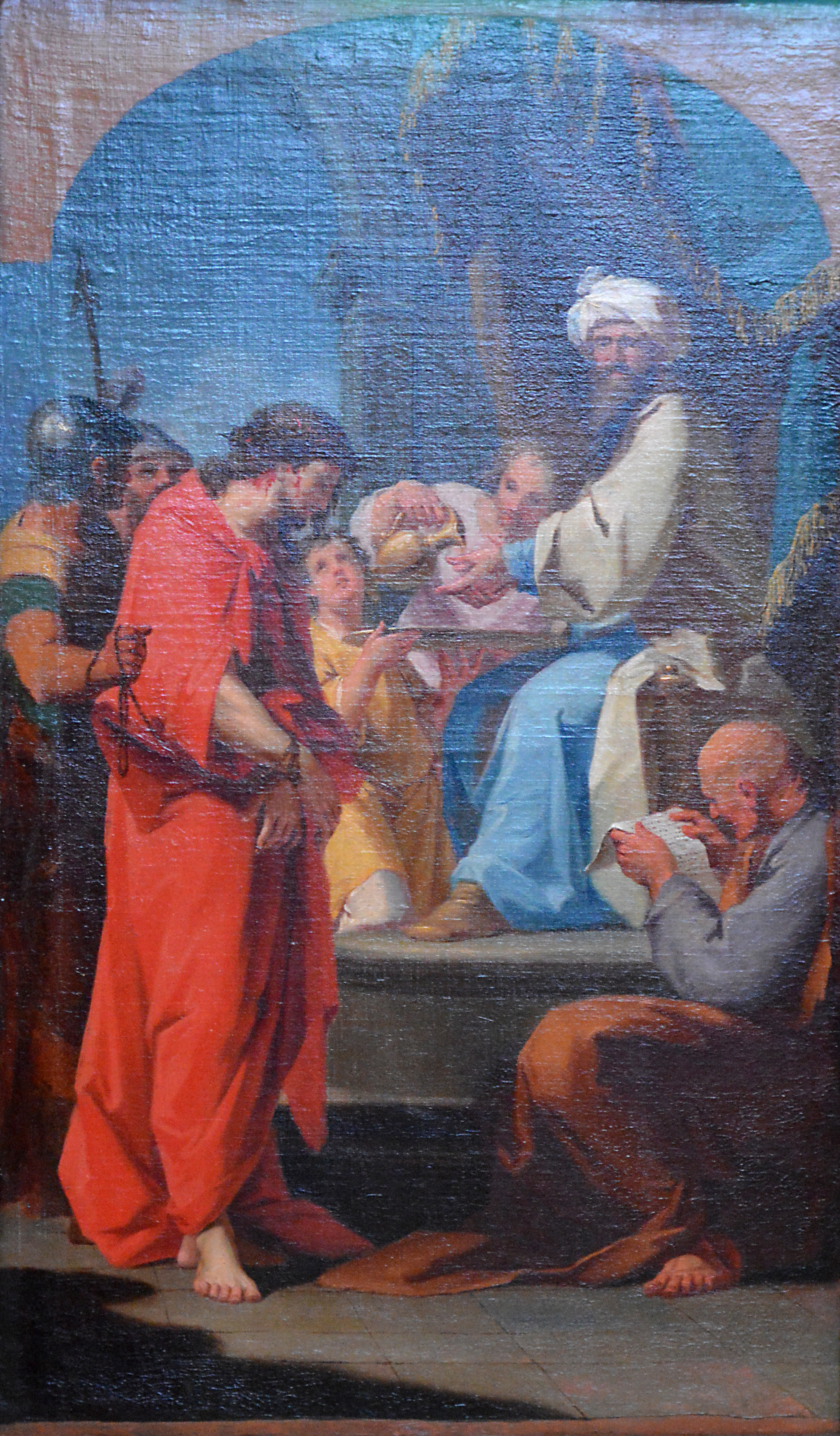
ピラトの尋問を受けるキリスト ルーブル美術館

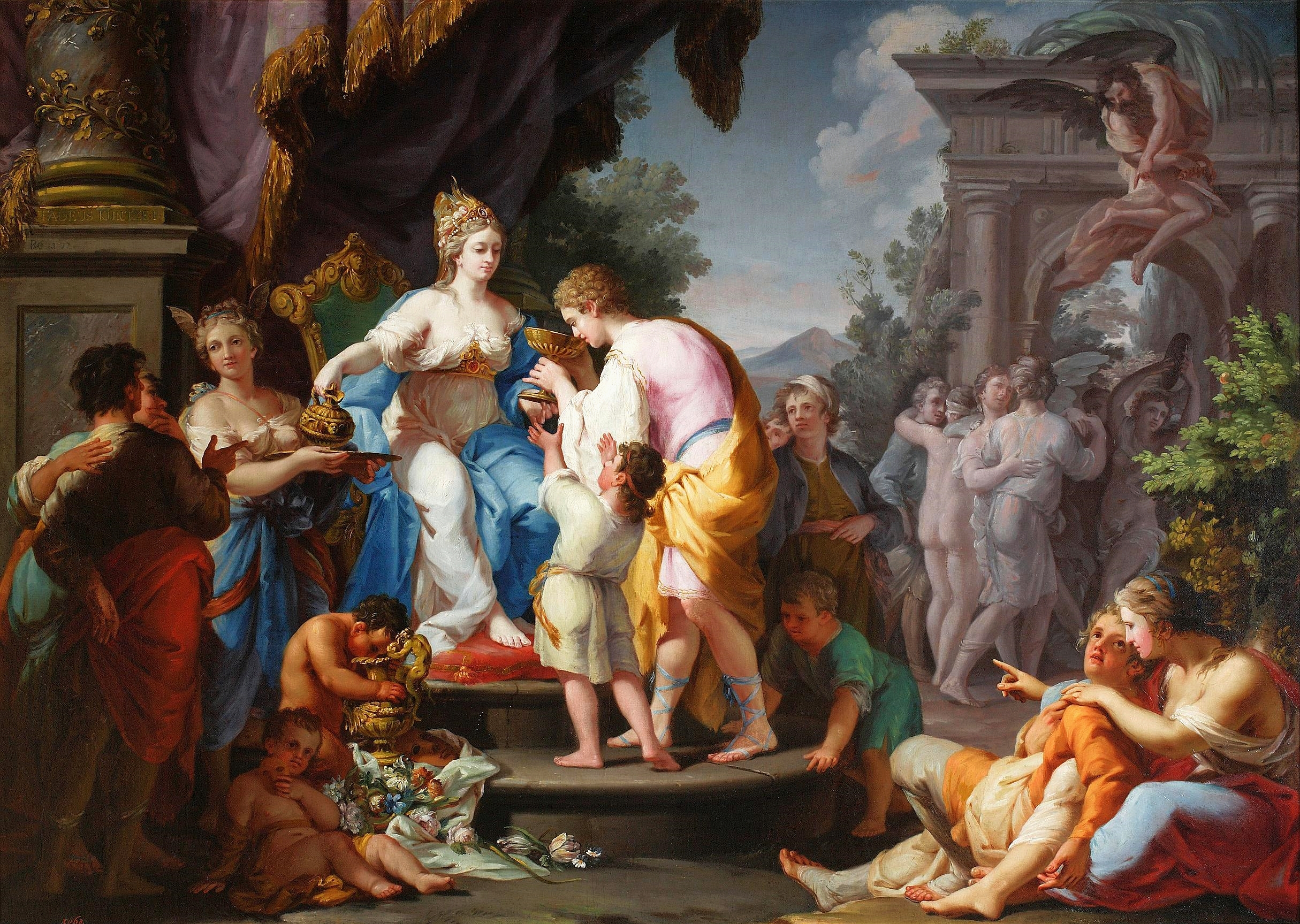
"Sztuka" (1754) ワルシャワ国立美術館
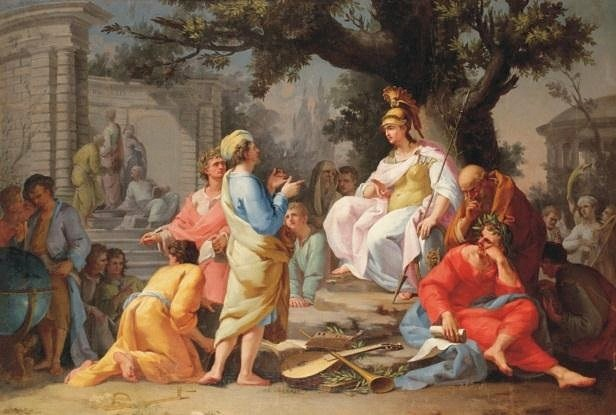
科学と芸術の守護者ミネルヴァ
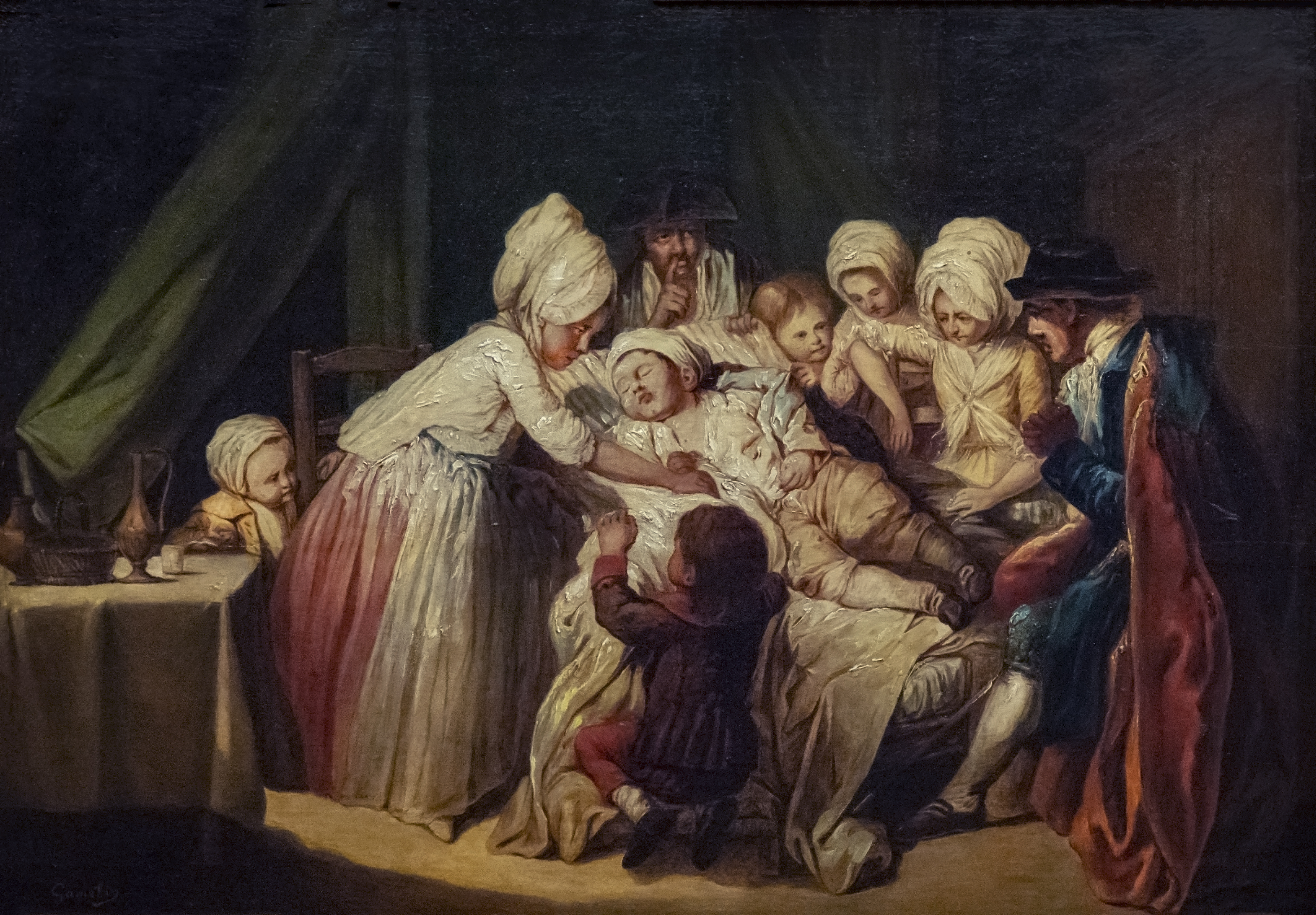
病気の子供